# Teixeira de Freitas
Teixeira de Freitas là một đô thị thuộc bang Bahia, Brasil. Đô thị này có diện tích 1153,791 km², dân số năm 2007 là 123399 người, mật độ 107 người/km².